# Damned Saint
Damned Saint (portugiesischer Originaltitel: Santo Maldito) ist eine brasilianische Dramaserie, die von Intro Pictures und Star Original Productions für die Walt Disney Company umgesetzt wurde. In Brasilien fand die Premiere der Serie als Original am 8. Februar 2023 auf Star+ statt. Im deutschsprachigen Raum erfolgte die Erstveröffentlichung der Serie am selben Tag durch Disney+ via Star als Original.

## Handlung
María Clara liegt im Wachkoma, und ihr Mann Reinaldo, ein atheistischer Professor, steht vor einer schwierigen und schmerzhaften Entscheidung. Er ist gerade im Begriff, das Leiden seiner Frau zu beenden, als diese unverhofft und wie durch ein Wunder wieder aufwacht. Ohne dass Reinaldo es bemerkt, wird dieser bewegende und schmerzhafte Moment von einem Mitglied der örtlichen Kirche mitgefilmt. In den Augen des Gläubigen hat sich ein göttliches Ereignis vor ihm abgespielt. Nachdem Samuel, ein problembelasteter Pastor, von diesem Video Kenntnis erlangt hat, bietet er Reinaldo eine hohe Geldsumme an, damit dieser vor seiner Gemeinde predigt, da er glaubt, dass Reinaldo ein von Gott erleuchteter Mann sei. Da Reinaldo durch Krankenhausrechnungen nicht minder verschuldet ist, willigt er ein. Doch das Ganze entwickelt eine unerwartete Eigendynamik, die Reinaldo zwischen Glauben und Wissenschaft schwanken lässt und ihn zu einer sehr komplexen und verwobenen religiösen Führungsfigur macht. Und dabei wird Reinaldo mit Begebenheiten konfrontiert, die sich zwischen Himmel, Erde und Hölle abspielen. 

## Besetzung
| Rolle       | Schauspieler          |
| ----------- | --------------------- |
| Reinaldo    | Felipe Camargo        |
| Samuel      | Augusto Madeira       |
| Gabriela    | Bárbara Luz           |
| María Clara | Ana Flavia Cavalcanti |
| Sonia       | Marina Provenzzano    |
| Sinval      | Vinícius Meloni       |
| Bispa Joyce | Helena Albergaria     |
| Carolina    | Mariana Sena          |

## Episodenliste
| Nr. | Deutscher Titel                  | Originaltitel                | Erstveröffentlichung (Brasilien) | Deutschsprachige Erstveröffentlichung (D/A/CH) | Regie                         | Drehbuch                          |
| --- | -------------------------------- | ---------------------------- | -------------------------------- | ---------------------------------------------- | ----------------------------- | --------------------------------- |
| 1   | Die Symphonie des Zufalls        | A Sinfonia do Acaso          | 8. Feb. 2023                     | 8. Feb. 2023                                   | Gustavo Bonafé                | Rubens Marinelli & Ricardo Tiezzi |
| 2   | Die Wahrheit ist befreiend       | A Verdade Liberta            | 8. Feb. 2023                     | 8. Feb. 2023                                   | Gustavo Bonafé                | Rubens Marinelli & Ricardo Tiezzi |
| 3   | Worte haben Macht                | Palavras Têm Poder           | 8. Feb. 2023                     | 8. Feb. 2023                                   | Mariana Bastos                | Rubens Marinelli & Ricardo Tiezzi |
| 4   | Ich bin, wer ich bin             | Eu Sou o Eu Sou              | 8. Feb. 2023                     | 8. Feb. 2023                                   | Mariana Bastos                | Rubens Marinelli & Ricardo Tiezzi |
| 5   | Jeder trägt eine gewisse Schuld  | Todo Mundo Carrega uma Culpa | 8. Feb. 2023                     | 8. Feb. 2023                                   | Gustavo Bonafé & Lucas Fazzio | Rubens Marinelli & Ricardo Tiezzi |
| 6   | Gebet an den verdammten Heiligen | Oração ao Santo Maldito      | 8. Feb. 2023                     | 8. Feb. 2023                                   | Gustavo Bonafé & Lucas Fazzio | Rubens Marinelli & Ricardo Tiezzi |
| 7   | Der große Abgrund                | Grande Abismo                | 8. Feb. 2023                     | 8. Feb. 2023                                   | Gustavo Bonafé                | Rubens Marinelli & Ricardo Tiezzi |
| 8   | Der Kreislauf von Gut und Böse   | Círculo do Bem e do Mal      | 8. Feb. 2023                     | 8. Feb. 2023                                   | Gustavo Bonafé                | Rubens Marinelli & Ricardo Tiezzi |